# Tsukubō
Lo tsukubō (突棒?, bastone da collisione), è un'arma giapponese utilizzata soprattutto nelle arti marziali giapponesi e per auto-difesa.

## Descrizione

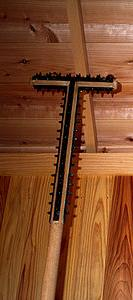
Tsukubo in legno e ferro

Lo tsukubo è molto simile al sodegarami e al sasumata (fanno infatti parte della stessa famiglia di armi). Il lungo manico è di legno a volte rivestito con rinforzi di ferro borchiato. La testa è a forma di "T" e ogni biforcazione è quasi sempre rivestita da ferro e spine di metallo sebbene sia fatto di legno. In dotazione alla polizia lo tsekubo moderno non ha parti di ferro ma è interamente composto di alluminio così come lo sasumata e il sodegarami.